# 关西外国语大学短期大学部
关西外国语大学短期大学部（日语：／ Kansai Gaikokugo Daigaku Tanki Daigakubu *），简称外短，是一所位于日本大阪府枚方市的私立短期大学。前身是关西外国语短期大学（日语：／ Kansai Gaikokugo Tanki Daigaku *）。

## 概要

### 简介
- 学校最早可以追溯到1947年[1][2]、短期大学为于1953年开办[2]、由学校法人关西外国语学园经营[3]。为男女同校[4]从开办

### 历史
- 1953年 关西外国语短期大学成立并同时设置一个学科即美英语科。校园在了大阪市住吉区[2]。
- 1960年 美英语科分离为两个课程、以下列举[2]。
  - 第一部
  - 第二部：新成立
- 1975年 第二美英语科成立、美英语科改名为美英语学科（第一部・第二部）[2]
- 1984年 校园迁址至大阪府枚方市[2]。
- 1992年 改校名为关西外国语大学短期大学部。学科改名为、以下列举[2]。
  - 美英语学科→英美语学科
  - 第二美英语学科→美英语学科
    - 第一部（改编为国际传播学科于2000年。以后招生到2007年、停办于2009年）
    - 第二部（以后招生到1998年、停办于2000年）

### 宪章
- 请参看关西外国语大学短期大学部的标志 （页面存档备份，存于） （日語） 2014年5月25日阅览。

## 学校环境
- 校区：在大阪府枚方市

## 历任校长
- 谷本义高：现在短期大学校长[5]

## 组织

### 学科
- 英美语学科

### 前学科
| - 美英语学科 - 第一部 - 第二部 |

### 专科
| - 没有 |

### 业余课程
| - 没有 |

## 知名校友
- 增田冈田：相声演员
- 金太郎。：搞笑艺人
- 东智鹤：女演员
- 手嶋智子：女演员
- MIKU：总合格斗选手
- 田中早苗：女无线电演员

## 相关链接
- 日本短期大学列表